# Jænberht
Jænberht (también conocido como Jænbert, Jaenbert, Jaenberht, Jaenbeorht, Janibert, Janbriht, Jambert, Lambert, Lanbriht o Genegberht) fue monje, más tarde abad de la Abadía de San Agustín de Canterbury y finalmente Arzobispo de Canterbury.

## Primeros años
Jænberht fue un monje de la Abadía de San Agustín, en Canterbury, antes de ser elegido como abad de la casa monástica. Provenía de una familia prominente de Kent emparentada con los asesores del rey Ethelberto II de Kent.

## Arzobispo de Canterbury
Fue consagrado Arzobispo de Canterbury el 2 de febrero de 765 en la corte del rey Offa de Mercia, lo que implica que su elección era aceptable para el rey. Recibió el palio, símbolo de la autoridad de un arzobispo dada por el papado, en 766. Ese mismo año Kent, que había sido sometido a Offa, se rebeló, quizás a instancias de Jænberht, y aseguró su libertad durante un tiempo.
Entre los años 780 y 781 asistió concilios de la iglesia en Brentford que fueron presididos por Offa. Al parecer los lazos Jænbert y Ethelberto fueron fuertes, porque después de la Batalla de Otford, Ethelberto concedió una serie de propiedades a la Iglesia. Después que control de Offa se reafirmó en Kent (785), estas tierras fueron confiscadas.

## Establecimiento de Lichfield
Su arzobispado vivió en conflicto con Offa, lo que conduce a la creación de una archidiósesis rival, la de Lichfield en 787. Lichfield fue el principal arzobispado de Mercia y por lo tanto estaba bajo el controlde Offa. 
Se habla del enorme conflicto que esto provocó, incluso Mateo de París, en el siglo XIII, declaró que Jænberht conspiró con Carlomagno para dejarlo pasar a Canterbury cuando invadió Gran Bretaña. Un rumor también fue el que afirma falsamente que era Offa quien estaba conspirando con Carlomagno para deponer el papa Adriano I, y al menos un historiador moderno, Simon Keynes, opina que es posible que Jænberht podría haber estado detrás de esos rumores.
En 787, el papa Adriano I le envió el palio a Higbert, Arzobispo de Lichfield, aunque no existe evidencia que Jænberht lo haya reconocido como arzobispo. Canterbury mantuvo como sufragáneos los obispados de Winchester, Sherborne, Selsey, Rochester y Londres. Las diócesis de Worcester, Hereford, Leicester, Lindsey, Dommoc y Elmham fueron trasladados a Lichfield.

## Últimos años
Jænberht presidió un consejo celebrado en Londres tras la elevación de Lichfield, a la que asistieron la mayoría de los obispos de la zona sur de Gran Bretaña.
Murió el 12 de agosto de 792. Después de su muerte, Offa en un Concilios de Clovesho concedió algunos privilegios a las iglesias de Kent. Jænberht fue enterrado en la Abadía de San Agustín en Canterbury y desde entonces ha sido venerado como santo con un día de fiesta, 12 de agosto.
| Predecesor: Bregowine | Arzobispo de Canterbury 765 – 792 | Sucesor: Æthelhard |